# Pandanus retusus
Pandanus retusus är en enhjärtbladig växtart som beskrevs av Harold St.John. Pandanus retusus ingår i släktet Pandanus och familjen Pandanaceae.
Artens utbredningsområde är Filippinerna. Inga underarter finns listade.